# هنری گیلمن
هنری گیلمن (انگلیسی: Henry Gilman؛ زاده ۹ مهٔ ۱۸۹۳ درگذشته ۷ نوامبر ۱۹۸۶) یک دانشمند در زمینه اهل ایالات متحده آمریکا بود.